# Левін Наум Львович
Нау́м Льво́вич Ле́він (8 лютого 1933, Чернігів — 23 лютого 2020, Сідней) — радянський (український) та австралійський шахіст, майстер спорту СРСР (1961). Заслужений тренер УРСР (1972).

## Біографія
Наум Левін народився у Чернігові. У 1950 році вперше взяв участь у фінальному турнірі чемпіонату України. Загалом Левін зіграв у 12 чемпіонатах України, найкращий результат — бронзові нагороди 1961 (спільно з Юрієм Сахаровим) та 1967 років.
Деякий час проживав та навчався у Мінську, закінчив місцевий інститут фізкультури. У 1955 році (поділ 10—11 місць) та 1958 році (4 місце) Наум Левін грав у фінальних турнірах чемпіонату Білоруської СРСР, а у 1957 році став чемпіоном Мінська.
Також у 1956 році ставав переможцем чемпіонатів Читинської області та міста Іркутськ.
Чемпіон Києва 1973 року, срібний призер 1972 року, бронзовий призер 1959 та 1963 років. Чемпіон ДСТ «Авангард» 1963 року. Учасник чемпіонату СРСР 1967 року (7½ очок — 31 місце), що проходив за швейцарською системою у Харкові.
У 1960-х роках працював тренером у київському палаці піонерів, серед його вихованців чемпіонки та призерки чемпіонатів України Олена Борич, Вікторія Артамонова та Ірина Острій, гросмейстер Леонід Гофштейн, майстер Леонід Зайд. Працював старшим тренером збірної Української РСР.
У 1980 році емігрував в Австралію. У 1981 році розділив 1—3 місця (спільно з Фредом Флатовим та Максом Фуллером) в чемпіонаті Сіднею. Переможець ряду місцевих турнірів.
До введення рейтингу Ело, його найкращий історичний рейтинг був у січні 1965 року — 2587 очок (71-ше місце у світі).

## Турнірні результати

### Результати виступів у чемпіонатах України
Наум Левін зіграв у 12 фінальних турнірах чемпіонатів України, набравши при цьому 101 очко з 200 можливих (+61-59=80).
| Рік  | Місто | Турнір                 | + | −  | = | Результат | Місце   |
| ---- | ----- | ---------------------- | - | -- | - | --------- | ------- |
| 1950 | Київ  | 19-й чемпіонат України | 4 | 5  | 8 | 8 з 17    | 12      |
| 1953 | Київ  | 22-й чемпіонат України | 2 | 9  | 2 | 3 з 13    | 12      |
| 1959 | Київ  | 28-й чемпіонат України | 6 | 11 | 4 | 8 з 21    | 18      |
| 1960 | Київ  | 29-й чемпіонат України | 3 | 6  | 8 | 7 з 17    | 13 — 15 |
| 1961 | Київ  | 30-й чемпіонат України | 5 | 2  | 8 | 9 з 15    | — 4     |
| 1962 | Київ  | 31-й чемпіонат України | 5 | 5  | 7 | 8½ з 17   | 10      |
| 1963 | Київ  | 32-й чемпіонат України | 7 | 4  | 6 | 10 з 17   | 4 — 5   |
| 1964 | Київ  | 33-й чемпіонат України | 7 | 5  | 7 | 10½ з 19  | 5       |
| 1966 | Київ  | 35-й чемпіонат України | 6 | 4  | 7 | 9½ з 17   | 7 — 8   |
| 1967 | Київ  | 36-й чемпіонат України | 5 | 1  | 7 | 8½ з 13   | Bronze  |
| 1968 | Київ  | 37-й чемпіонат України | 5 | 3  | 9 | 9½ з 17   | 6 — 9   |
| 1970 | Київ  | 39-й чемпіонат України | 6 | 4  | 7 | 9½ з 17   | 8       |

### Інші турніри
| Рік  | Місто  | Турнір                         | + | − | =  | Результат | Місце   |
| ---- | ------ | ------------------------------ | - | - | -- | --------- | ------- |
| 1955 | Мінськ | 21-й чемпіонат Білоруської РСР | 3 | 6 | 4  | 5 з 13    | 10 — 11 |
| 1958 |        | 24-й чемпіонат Білоруської РСР | 5 | 3 | 4  | 7 з 12    | 4       |
| 1959 | Київ   | Чемпіонат Києва                |   |   |    | 9 з 15    | — 5     |
|      | Київ   | Першість ДСТ «Авангард»        | 2 | 3 | 10 | 7 з 15    | 9 — 10  |
| 1961 | Київ   | Чемпіонат Києва                | 3 | 4 | 5  | 5½ з 12   | 9 — 10  |
| 1962 | Київ   | Чемпіонат Києва                |   |   |    | 6½ з 11   | 4       |
| 1963 | Київ   | Першість ДСТ «Авангард»        | 8 | 1 | 4  | 10 з 13   | 1       |
|      | Київ   | Чемпіонат Києва                | 6 | 3 | 5  | 8½ з 14   | Bronze  |
| 1964 | Київ   | Чемпіонат Києва                |   |   |    | з 13      | 6       |
| 1967 | Харків | 35-й чемпіонат СРСР із шахів   |   |   |    | 7½ з 13   | 31      |
| 1969 | Київ   | Чемпіонат Києва                |   |   |    | 8½ з 15   | 7       |
| 1970 | Київ   | Чемпіонат Києва                | 6 | 3 | 6  | 9 з 15    | 4 — 5   |
| 1971 | Київ   | Чемпіонат Києва                | 3 | 5 | 5  | 5½ з 13   | 11 — 12 |
| 1972 | Київ   | Чемпіонат Києва                |   |   |    | з 13      | Silver  |
| 1973 | Київ   | Чемпіонат Києва                |   |   |    | 9 з 13    | — 2     |